# 川上善郎
川上 善郎（かわかみ よしろう、1946年2月20日 - ）は、日本の社会心理学者、成城大学教授。
東京生まれ。1968年東京大学文学部心理学科卒業。同大学院修士課程修了。職業研究所、文教大学情報学部助教授、教授、1999年成城大学文芸学部教授。父は東宝元取締役の川上流二。叔父はヤマハ元社長の川上源一。
噂を研究する。

## 著書
- 『うわさが走る 情報伝播の社会心理』サイエンス社 セレクション社会心理学 1997
- 『おしゃべりで世界が変わる』北大路書房 2004
- 『雑談力 おしゃべり・雑談のおそるべき効果』毎日コミュニケーションズ マイコミ新書 2008

### 共編著
- 『電子ネットワーキングの社会心理 コンピュータ・コミュニケーションへのパスポート』川浦康至、池田謙一、古川良治共著 誠信書房 1993
- 『わかりあう人間関係』稲越孝雄共編著 福村出版 1996
- 『うわさの謎 流言、デマ、ゴシップ、都市伝説はなぜ広がるのか』佐藤達哉、松田美佐共著 日本実業出版社 1997
- 『情報行動の社会心理学 送受する人間のこころと行動 シリーズ21世紀の社会心理学』編著 北大路書房 2001
- 『ウェブログの心理学』山下清美,川浦康至,三浦麻子共著 NTT出版 2005

## 参考
- 『おしゃべりで世界が変わる』[ISBN　978-4-7628-2395-4]
- 『現代日本人名録』2002年